# ラメーシュ・シッピー
ラメーシュ・シッピー（Ramesh Sippy、1947年1月23日 - ）は、インドの映画監督、映画プロデューサー。『炎』の監督として知られ、2013年にパドマ・シュリー勲章を授与されている。父G・P・シッピーは映画プロデューサー、息子ローハン・シッピーは映画監督として活動している。

## キャリア
ラメーシュは6歳の時に父が製作した『Sazaa』の撮影現場を訪れ映画業界に触れた。1953年に父が製作した『Shahenshah』に子役として出演し、成長後はI・S・ジョーハルの『Johar-Mehmood in Goa』や父が製作した『Mere Sanam』に製作スタッフとして参加した。彼は数年間製作スタッフを務めた後、1971年にシャンミー・カプールを主演に迎えた『Andaz』で監督デビューし、同作は興行的な成功を収めた。翌1972年に『Seeta Aur Geeta』を監督し、同作も興行的な成功を収め、主演を務めたヘマ・マリニをスター女優の地位に押し上げた。
1975年にダルメンドラ、アミターブ・バッチャン、サンジーヴ・クマール、アムジャド・カーンを主要キャストに迎えて『炎』を製作した。同作はボリウッドの歴史上最大のヒット作となり、ラメーシュのキャリアの中で最高傑作と評価されている。またボリウッドを象徴する作品とされており、世界中のボリウッド映画ファンの間でも高く評価されている。2005年に『炎』はフィルムフェア賞ベスト・フィルム・オブ50イヤーを受賞した。
ラメーシュは『炎』を超える成功作を製作することが出来なかった。彼は『炎』で西部劇をオマージュし、1980年に製作した『Shaan』ではジェームズ・ボンドをオマージュしたが、興行的には平均的な結果に終わっている。1982年にディリープ・クマール、アミターブ・バッチャンを迎えて製作した『Shakti』はフィルムフェア賞 作品賞を受賞したものの、興行成績は芳しいものではなかった。1985年にリシ・カプール、カマル・ハーサン、ディンパル・カパーディヤーを主要キャストに起用して『Saagar』を製作した。1987年にインド・パキスタン分離独立を題材にしたテレビシリーズ『Buniyaad』を監督し、同作は人気番組となった。その後『Bhrashtachar』（1989年）、『Akayla』（1991年）、『Zamaana Deewana』（1995年）を監督したものの全て興行的に失敗しており、ラメーシュは以後20年間監督業から遠ざかった。2015年にラージクマール・ラーオ、ラクル・プリート・シン、ヘマ・マリニを主要キャストに起用して『Shimla Mirchi』を監督した。同作は2018年7月時点で未公開の状態となっていたが、2020年に公開された。
プロデューサーとしては息子ローハンの監督作品『Kuch Naa Kaho』（2003年）、『Bluffmaster!』（2005年）、『Dum Maaro Dum』（2011年）などを製作している。この他にミラン・ルトリアの『Taxi No. 9211』、クナール・ロイ・カプールの『The President Is Coming』、ニキル・アドヴァーニーの『チャンドニー・チョーク・トゥ・チャイナ』も製作している。

## フィルモグラフィ

### 監督作品
- Andaz（1971年）

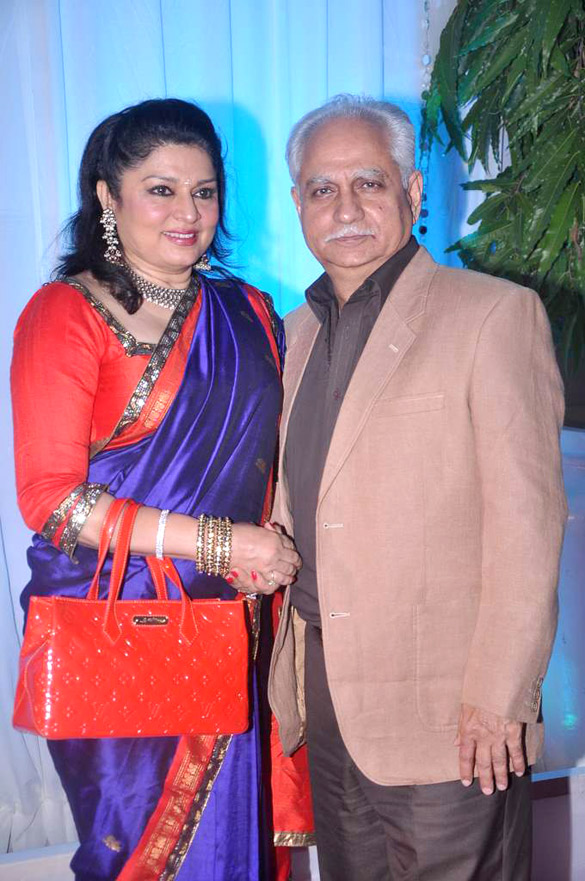
ラメーシュ、キラン夫妻

- Seeta Aur Geeta（1972年）
- 炎（1975年）
- Shaan（1980年）
- Shakti（1982年）
- Saagar（1985年）
- Zameen（1987年）
- Buniyaad（1987年）
- Bhrashtachar（1989年）
- Akayla（1991年）
- Zamaana Deewana（1995年）
- Shimla Mirchi（2020年）

### プロデュース作品
- Brahmachari（1968年）
- Trishna（1978年）
- Kuch Naa Kaho（2003年）
- Bluffmaster!（2005年）
- Taxi No. 9211（2006年）
- Fear（2007年）
- チャンドニー・チョーク・トゥ・チャイナ（2009年）
- Dum Maaro Dum（2011年）
- 茶番野郎（2013年）
- Sonali Cable（2014年）